# Coudres
Coudres – miejscowość i gmina we Francji, w regionie Normandia, w departamencie Eure.
Według danych na rok 1990 gminę zamieszkiwało 447 osób, a gęstość zaludnienia wynosiła 29 osób/km² (wśród 1421 gmin Górnej Normandii Coudres plasuje się na 494. miejscu pod względem liczby ludności, natomiast pod względem powierzchni na miejscu 127.).